# Mohamed Chibi
Mohamed Chibi (in arabo محمد الشيبي‎?; Casablanca, 21 gennaio 1993) è un calciatore marocchino, difensore del Pyramids e della nazionale marocchina.

## Carriera

### Club
Ha giocato nella prima divisione marocchina ed in quella egiziana.

### Nazionale
Ha giocato nelle nazionali giovanili marocchine Under-20 ed Under-23.
Debutta con la nazionale marocchina il 12 novembre 2021 in occasione del match di qualificazione per i mondiali del 2022 vinto 3-0 contro il Sudan.
Nel novembre seguente viene convocato per disputare la Coppa araba FIFA 2021.

## Statistiche
Statistiche aggiornate al 28 dicembre 2021.

### Cronologia presenze e reti in nazionale
| Cronologia completa delle presenze e delle reti in nazionale ― Algeria | Cronologia completa delle presenze e delle reti in nazionale ― Algeria | Cronologia completa delle presenze e delle reti in nazionale ― Algeria | Cronologia completa delle presenze e delle reti in nazionale ― Algeria | Cronologia completa delle presenze e delle reti in nazionale ― Algeria | Cronologia completa delle presenze e delle reti in nazionale ― Algeria | Cronologia completa delle presenze e delle reti in nazionale ― Algeria | Cronologia completa delle presenze e delle reti in nazionale ― Algeria |
| Data                                                                   | Città                                                                  | In casa                                                                | Risultato                                                              | Ospiti                                                                 | Competizione                                                           | Reti                                                                   | Note                                                                   |
| ---------------------------------------------------------------------- | ---------------------------------------------------------------------- | ---------------------------------------------------------------------- | ---------------------------------------------------------------------- | ---------------------------------------------------------------------- | ---------------------------------------------------------------------- | ---------------------------------------------------------------------- | ---------------------------------------------------------------------- |
| 12-11-2021                                                             | Rabat                                                                  | Sudan                                                                  | 0 – 1                                                                  | Marocco                                                                | Qual. Mondiali 2022                                                    | -                                                                      | 82’                                                                    |
| 1-12-2021                                                              | Al Wakrah                                                              | Marocco                                                                | 4 – 0                                                                  | Palestina                                                              | Coppa araba FIFA 2021 - 1º turno                                       | -                                                                      | 40’                                                                    |
| 4-12-2021                                                              | Ar Rayyan                                                              | Giordania                                                              | 0 – 4                                                                  | Marocco                                                                | Coppa araba FIFA 2021 - 1º turno                                       | 1                                                                      |                                                                        |
| 7-12-2021                                                              | Doha                                                                   | Marocco                                                                | 1 – 0                                                                  | Arabia Saudita                                                         | Coppa araba FIFA 2021 - 1º turno                                       | -                                                                      | 75’                                                                    |
| 11-12-2021                                                             | Doha                                                                   | Marocco                                                                | 2 – 2 dts (5 – 7 dtr)                                                  | Algeria                                                                | Coppa araba FIFA 2021 - Quarti di finale                               | -                                                                      | 119’                                                                   |
| 17-1-2024                                                              | San-Pédro                                                              | Marocco                                                                | 3 – 0                                                                  | Tanzania                                                               | Coppa d'Africa 2023 - 1º turno                                         | -                                                                      | 61’                                                                    |
| 21-1-2024                                                              | San-Pédro                                                              | Marocco                                                                | 1 – 1                                                                  | RD del Congo                                                           | Coppa d'Africa 2023 - 1º turno                                         | -                                                                      |                                                                        |
| Totale                                                                 |                                                                        | Presenze                                                               | 7                                                                      |                                                                        | Reti                                                                   | 1                                                                      |                                                                        |

## Palmarès

### Club

#### Competizioni nazionali
- Coppa del Marocco: 1

Raja Casablanca: 2011-2012
- Coppa d'Egitto: 1

Pyramids: 2023-2024

#### Competizioni internazionali
- CAF Champions League: 1

Pyramids: 2024-2025